# Darwin (Minnesota)
Darwin é uma cidade localizada no estado americano de Minnesota, no Condado de Meeker.

## Demografia
Segundo o censo americano de 2000, a sua população era de 276 habitantes.
Em 2006, foi estimada uma população de 303, um aumento de 27 (9.8%).

## Geografia
De acordo com o United States Census Bureau tem uma área de
2,1 km², dos quais 1,9 km² cobertos por terra e 0,2 km² cobertos por água.

## Localidades na vizinhança
O diagrama seguinte representa as localidades num raio de 20 km ao redor de Darwin.